# 바레니키
바레니키(우크라이나어: вареники, 단수: вареник 바레니크[*])는 우크라이나의 소를 넣은 피 음식이다. 밀가루와 케피르 등으로 만든 반죽을 얇게 밀어 만든 피에 감자, 고기, 버섯, 채소, 과일, 치즈 등의 소를 넣어 삶아 낸 음식으로, 물만두와 비슷하다. 피로히(우크라이나어: пироги 단수: пирог 피로흐[*])로도 부르며, 우크라이나의 국민 음식 가운데 하나로 여겨진다.

## 이름
우크라이나어 "바레니키(вареники)"는 "바레니크(вареник)"의 복수 형태이다. "바레니크"는 "삶다, 끓이다"를 뜻하는 동사 "바리티(варити)"의 과거 분사 형태인 "바레니(варений)"에 명사를 만드는 접미사 "-니크(-ник)를 붙인 말로, "삶은 것"이라는 뜻이다.

## 만들기
피는 밀가루나 호밀가루, 메밀가루 등에 케피르, 달걀, 물, 소금을 넣어 반죽한 다음 동글납작하게 밀어 만든다. 소로는 으깬 감자와 볶은 양파, 버섯, 고기 등을 넣어 만드는 것, 치즈와 달걀을 넣어 만드는 것, 딸기를 넣어 만드는 것이 있다. 끓는 물에 삶아 내며, 주로 스메타나를 곁들인다.

## 사진

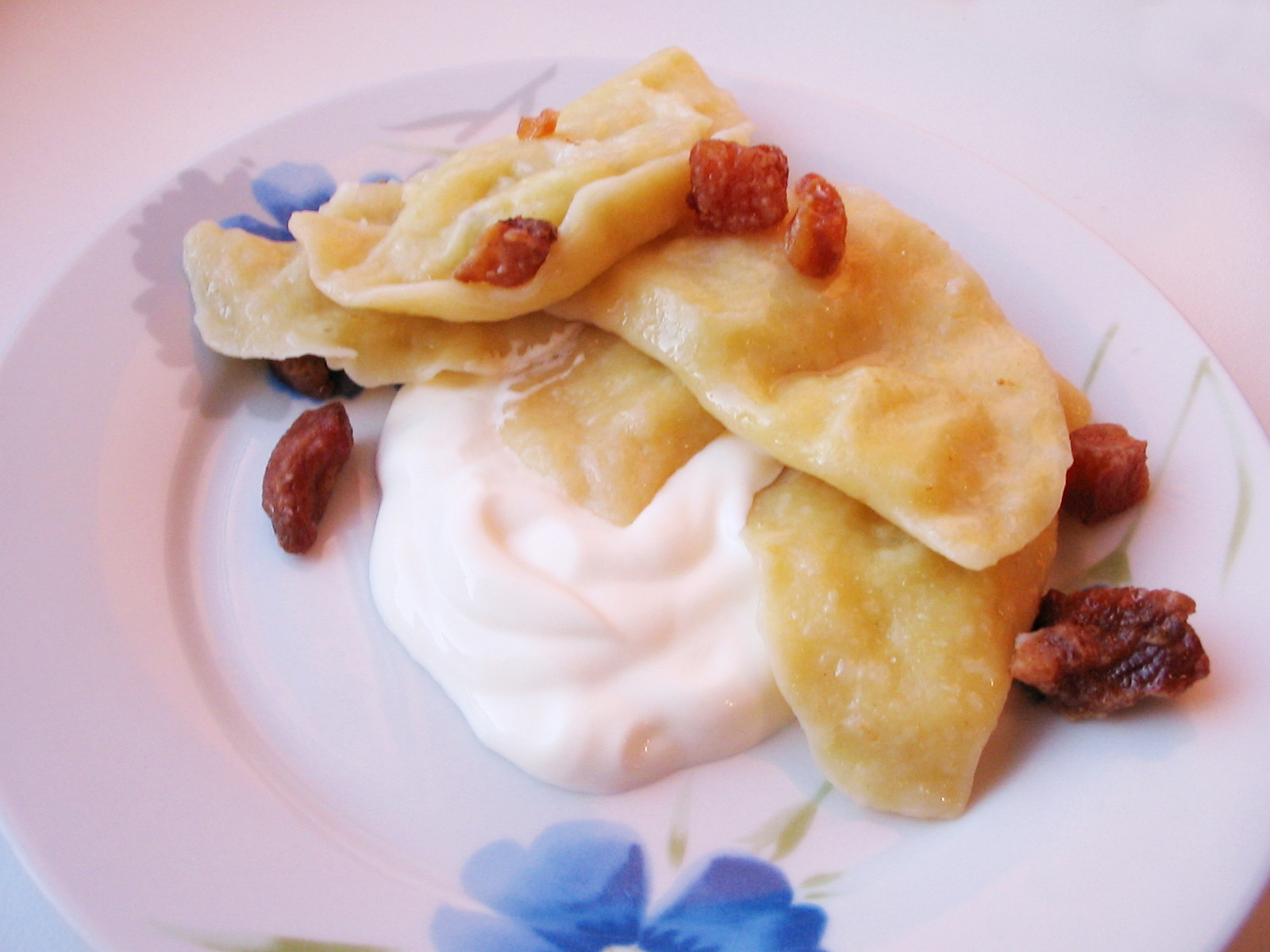
바레니키와 스메타나
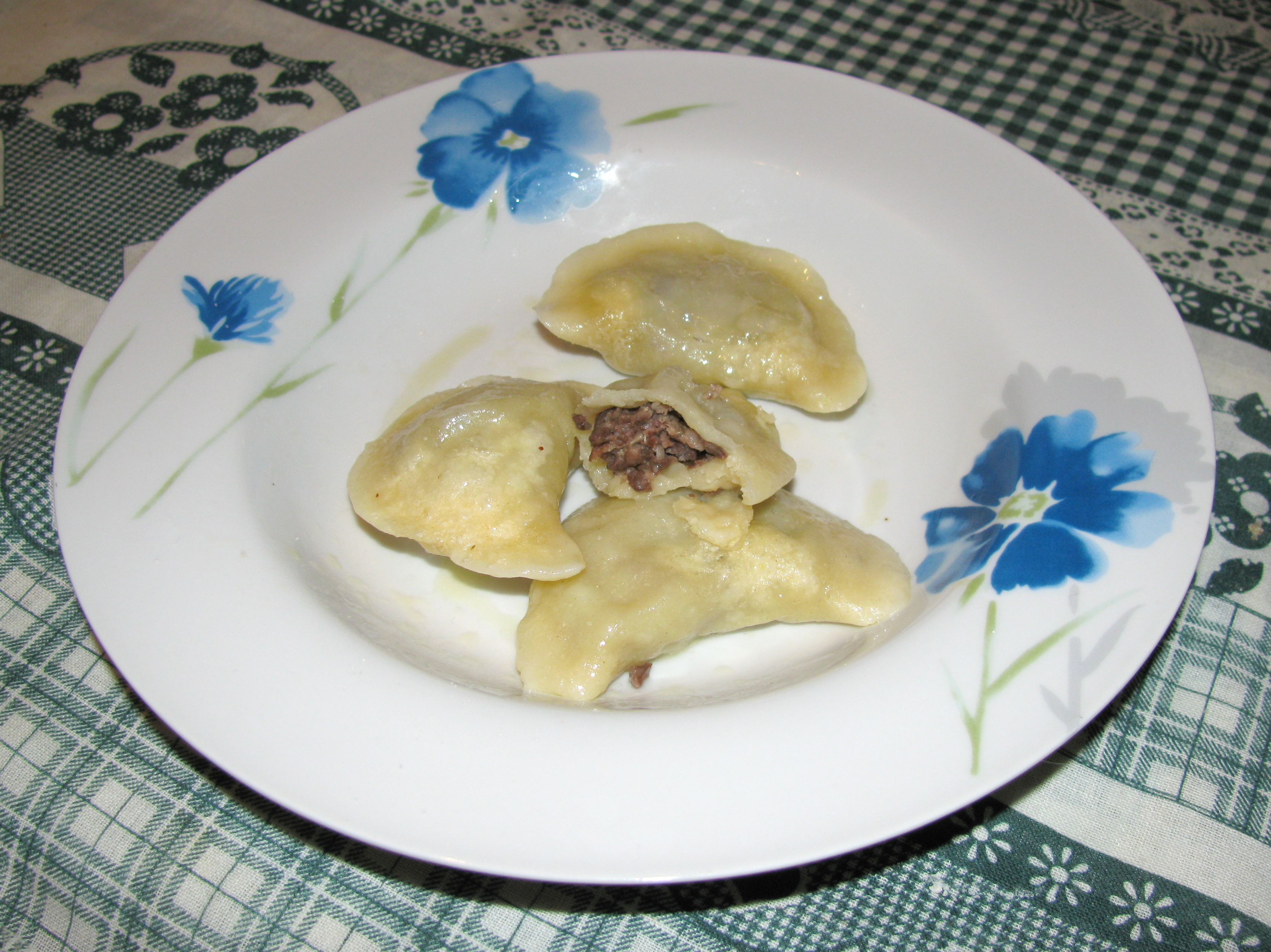
간 소가 든 바레니키
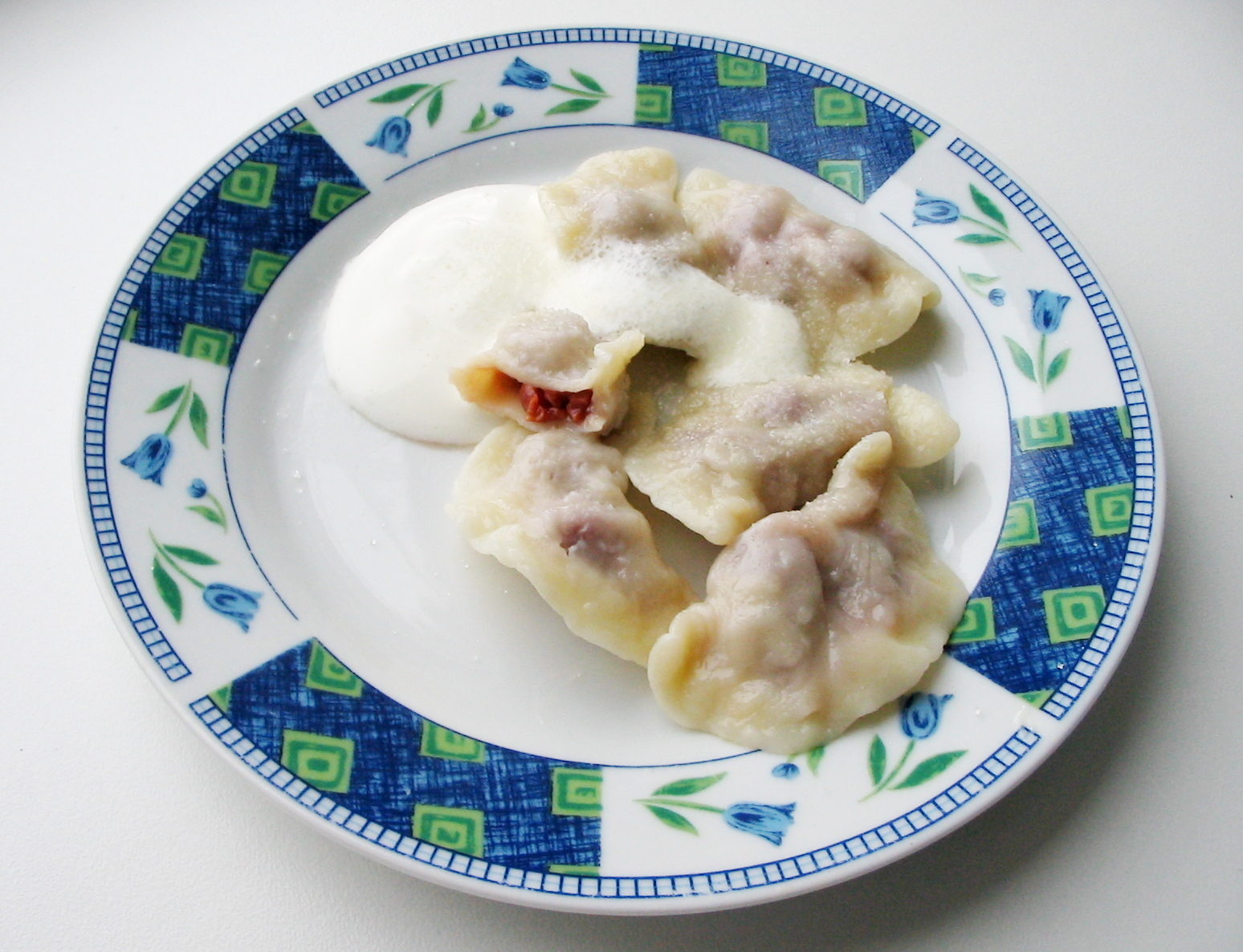
체리 소가 든 바레니키
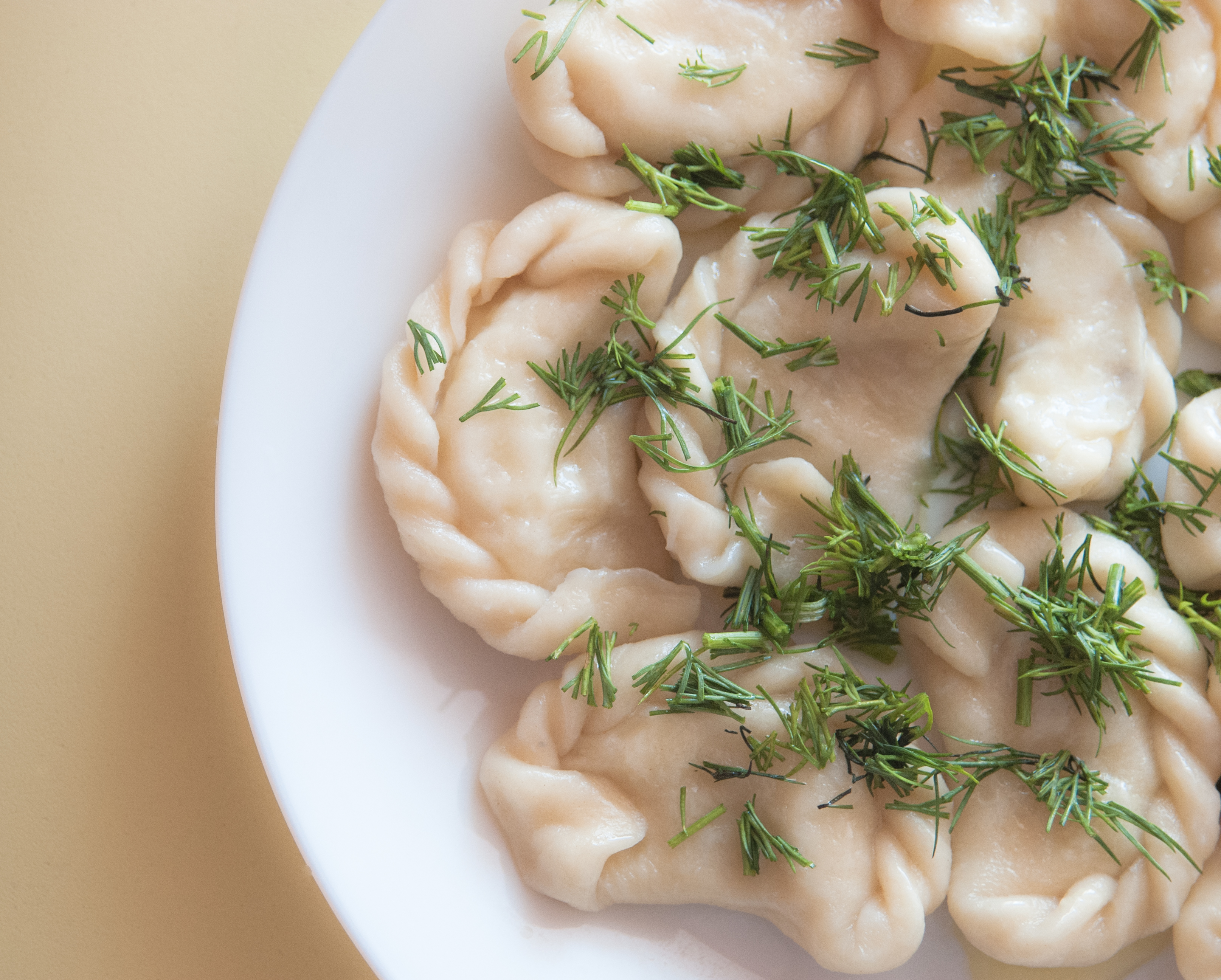
치즈 소가 든 바레니키

## 같이 보기
- 펠메니
- 피에로기
- 소를 넣은 음식 목록